# Friedrich Wilhelm Zopf
Pour les articles homonymes, voir Zopf.
Friedrich Wilhelm Zopf est un botaniste prussien, né le 12 décembre 1846 à Roßleben, arrondissement de Querfurt (de) et mort le 24 juin 1909 à Münster, en province de Westphalie.

## Biographie
Après des études à l'université de Berlin, il reçoit un doctorat de philosophie en 1878 avec une thèse intitulée Die Conidienfrüchte von Fumano à l’université de Halle. De 1880 à 1883, il est professeur extraordinaire à l'école supérieur d'agriculture de Berlin. Il reçoit son habilitation en 1882 à l'université de Halle. À partir de 1899, il est professeur de botanique et directeur du jardin botanique à l’université de Münster.
Zopf étudie en particulier les champignons et étudie les méthodes de production de colorants à partir de lichens et de champignons.

## Liste partielle des publications
- 1889 : "Über Pilzfarbstoffe", Botanische Zeitung 47 : 53-91
- 1878 : Die Conidienfrüchte von Fumago : Mit 8 Taf. Halle Blochmann
- 1888 : Zur Kenntnis der Infektionskrankheiten niederer Tiere und Pflanzen, Halle
- ? : Zur Kenntnis der Phycomyceten, Halle
- 1881 : Zur Entwicklungsgeschichte der Ascomyceten, Chaetomium Halle
- ? : Untersuchungen über die durch parasitische Pilze hervorgerufenen Krankheiten der Flechten, Halle
- 1886 : Über die Gerbstoff- und Anthocyan-Behälter der Fumariaceen und einiger anderen Pflanzen, Cassel
- 1887 : Die Krankheiten der landwirtschaftlichen Kulturpflanzen durch Schmarotzerpilze, Berlin Parey
- 1884-1885 : Die Spaltpilze - nach dem neuesten Standpunkte bearbeitet, Breslau Trewendt
- 1907 : Die Flechtenstoffe in chemischer, botanischer, pharmakologischer und technischer Beziehung, Iéna